# Albizia eriorhachis
Albizia eriorhachis är en ärtväxtart som beskrevs av Hermann August Theodor Harms. Albizia eriorhachis ingår i släktet Albizia och familjen ärtväxter. Inga underarter finns listade i Catalogue of Life.